# Gran Premi de França del 1959
Resultats del Gran Premi de França de Fórmula 1 de la temporada 1959, disputat al circuit de Reims-Gueux el 5 de juliol del 1959.

## Resultats
| Pos | No | Pilot                   | Equip             | Voltes | Temps/ Retirada  | Pos. de sortida | Punts |
| --- | -- | ----------------------- | ----------------- | ------ | ---------------- | --------------- | ----- |
| 1   | 24 | Tony Brooks             | Ferrari           | 50     | 2h 01' 26. 5     | 1               | 8     |
| 2   | 26 | Phil Hill               | Ferrari           | 50     | + 27.5 s         | 3               | 6     |
| 3   | 8  | Jack Brabham            | Cooper - Climax   | 50     | + 1' 37.7 min.   | 2               | 4     |
| 4   | 22 | Olivier Gendebien       | Ferrari           | 50     | + 1' 47.5 min.   | 11              | 3     |
| 5   | 12 | Bruce McLaren           | Cooper - Climax   | 50     | + 1' 47.7 min.   | 10              | 2     |
| 6   | 44 | Ron Flockhart           | BRM               | 50     | + 2' 05.7 min.   | 13              |       |
| 7   | 6  | Harry Schell            | BRM               | 47     | + 3 Voltes       | 9               |       |
| 8   | 40 | Giorgio Scarlatti       | Maserati          | 41     | + 9 Voltes       | 21              |       |
| 9   | 42 | Carel Godin de Beaufort | Maserati          | 40     | + 10 Voltes      | 20              |       |
| 10  | 38 | Fritz d'Orey            | Maserati          | 40     | + 10 Voltes      | 18              |       |
| 11  | 14 | Maurice Trintignant     | Cooper - Climax   | 36     | + 14 Voltes      | 8               |       |
| DSQ | 2  | Stirling Moss           | BRM               | 42     | Desqualificat    | 4               |       |
| Ret | 30 | Jean Behra              | Ferrari           | 31     | Motor            | 5               |       |
| Ret | 16 | Roy Salvadori           | Cooper - Maserati | 20     | Motor            | 16              |       |
| Ret | 28 | Dan Gurney              | Ferrari           | 19     | Radiador         | 12              |       |
| Ret | 34 | Innes Ireland           | Lotus - Climax    | 14     | Rodes            | 15              |       |
| Ret | 18 | Ian Burgess             | Cooper - Maserati | 13     | Motor            | 19              |       |
| Ret | 10 | Masten Gregory          | Cooper - Climax   | 8      | Problemes físics | 7               |       |
| Ret | 32 | Graham Hill             | Lotus - Climax    | 7      | Radiador         | 14              |       |
| Ret | 20 | Colin Davis             | Cooper - Maserati | 7      | Pèrdua d'oli     | 17              |       |
| Ret | 4  | Jo Bonnier              | BRM               | 6      | Motor            | 6               |       |
| NVS | 36 | Asdrúbal Fontes         | Maserati          |        |                  |                 |       |

## Altres
- Pole: Tony Brooks 2' 19. 4

- Volta ràpida: Stirling Moss 2' 22. 8 (a la volta 40)